# Salvatore Pennacchio
Salvatore Pennacchio (ur. 7 września 1952 w Marano di Napoli) – włoski duchowny rzymskokatolicki, doktor filozofii, dyplomata watykański, arcybiskup, nuncjusz apostolski w Rwandzie w latach 1998–2003, nuncjusz apostolski w Singapurze – jednocześnie nuncjusz apostolski w Tajlandii; akredytowany w Kambodży oraz delegat apostolski w Birmie, Laosie, Brunei i Malezji w latach 2003–2010, nuncjusz apostolski w Indiach; akredytowany również w Nepalu w latach 2010–2016, nuncjusz apostolski w Polsce w latach 2016–2023, rektor Papieskiej Akademii Kościelnej od 2023.

## Życiorys
18 września 1976 otrzymał święcenia kapłańskie i został inkardynowany do diecezji Aversa. W 1976 rozpoczął przygotowanie do służby dyplomatycznej na Papieskiej Akademii Kościelnej.
28 listopada 1998 został mianowany przez Jana Pawła II nuncjuszem apostolskim w Rwandzie oraz arcybiskupem tytularnym Montemarano. 6 stycznia 1999 papież Jan Paweł II udzielił mu sakry biskupiej.
20 września 2003 został nuncjuszem w Tajlandii, Singapurze, Kambodży, Laosie, Birmie, Malezji i Brunei.
8 maja 2010 został przeniesiony do nuncjatury w Indiach będąc równocześnie akredytowanym w Nepalu.
6 sierpnia 2016 papież Franciszek mianował go nuncjuszem apostolskim w Polsce. Misję dyplomatyczną w Polsce rozpoczął 3 listopada 2016.
25 stycznia 2023 papież Franciszek przeniósł go na urząd rektora Papieskiej Akademii Kościelnej. 15 marca 2023 przestał być nuncjuszem Stolicy Apostolskiej w Polsce.
Udzielił sakry 31 biskupom w tym m.in. biskupowi pomocniczemu zielonogórsko-gorzowskiemu Adrianowi Putowi (2022) i biskupowi diecezjalnemu gliwickiemu Sławomirowi Oderowi (2023). Był także współkonsekratorem w trakcie święceń 41 biskupów.

## Odznaczenia
- Krzyż Komandorski z Gwiazdą Orderu Zasługi Rzeczypospolitej Polskiej (2023)[9][10]